# Mausoleo Yusif ibn Kuseyir
El mausoleo Yusif ibn Kuseyir (en azerí: Yusif ibn Küseyir türbəsi) está situado en Najicheván, la capital de la República Autónoma de Najicheván en Azerbaiyán. Los mausoleos de Najicheván fueron nominados para Lista de los Sitios de Patrimonio Mundial de la UNESCO en el año de 1998 por Gulnara Mehmandarova — presidenta del Comité de Azerbaiyán de ICOMOS – Consejo Internacional de Monumentos y Sitios.

## Arquitectura
Esta es una pequeña estructura octagonal, construida con ladrillos cocidos y completada con un techo piramidal. La parte superior del mausoleo está decorada con ornamentos geométricos.
El nombre del arquitecto está escrito a la izquierda de la entrada del mausoleo.